# Ягодова луна
„Ягодова луна“ е български сериал. Премиерата му е на 25 февруари 2020 г. по NOVA.
Сюжетът на сериала представя ежедневието на пожарникарите. Филмът е реализиран в партньорство с главна дирекция „Пожарна безопасност и защита на населението“ при Министерство на вътрешните работи на България.

## Сюжет
Младата Рая пристига в София след смъртта на майка си, за да живее при баща си, когото не е виждала от малка. Същия ден пожарникарят Георги отбелязва рождения ден на своя баща, загинал преди 30 години при съмнителни обстоятелства. Не след дълго Рая и Георги се срещат и между тях припламват искрите на любовта. Жоро е сгоден за Ирина, решителна журналистка, но двамата се разделят. Тя обаче не може да го забрави.
Неочаквано Георги разбира, че има вероятност баща му да е бил убит от бившия началник на пожарната Ангел Генчев. Синът на Ангел - Боян, не спира да тормози Рая. Междувременно Цвета, бивша любовница на Ангел, излиза от затвора и го заплашва, че ще разкрие участието му в убийствата отпреди 30 години. Ирина ревнува Георги и прави всичко възможно да му отмъсти. Тя се съюзява с Боян и Ангел, без да подозира колко са опасни, същевременно създавайки пропаст в отношенията им, тъй като и двамата имат интерес към нея. Бащата на Рая и майката на Георги се влюбват, но за вдовицата е много трудно да се довери отново. В нея е влюбен и Чавдар, бивш колега на съпруга ѝ, който работи с Ангел Генчев. Междувременно Боян отвлича най-добрата приятелка на Рая, а когато Георги се доближава прекалено близо до истината, Ангел му поставя смъртоносен капан, в който попадат и приятелите на Жоро, но дали всичко е загубено?

## Актьорски състав

### Главни роли
- Александър Сано – Георги Джамбазов[3]
- Радина Боршош – Рая Божинова[4][5][6][7][8][9]
- Асен Блатечки – Любомир Божинов[10][6]
- Христо Мутафчиев – Ангел Генчев[11]
- Димо Алексиев – Боян Генчев[12]
- Рая Пеева – Ирина Йорданова[13]
- Деян Донков – Чавдар Шейтанов[14]
- Стефка Янорова – Светла Джамбазова[15]

### Второстепенни роли
- Ивайло Захариев – Димитър Джамбазов, бащата на Георги
- Любомира Башева – Лизи, най-добрата приятелка на Рая[16]
- Невена Бозукова – Цвета Желязкова[17]
- Ваня Джаферович – Алекс[18]
- Стоян Цветков – Николай[19]
- Стефан Иванов – Иван Чакъров „Живака“[20]
- Албена Колева – Ваня Йорданова, майка на Ирина[21]
- Кръстьо Кръстев – Пенко
- Ширин Карнобатлъ – Ширин
- Ники Станчев – Йордан
- Стефан Добрев – Пламен
- Стойо Мирков
- Мартин Смочевски - Васил[22]